# Der (stad)

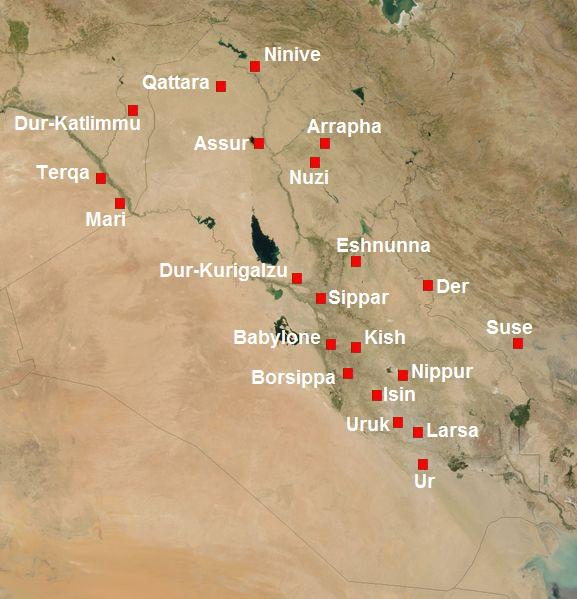
De ligging van Der in Mesopotamië.

De stad Der in Mesopotamië was korte tijd de hoofdstad van het onafhankelijke vorstendom Etmubal ten oosten van de Tigris tussen Sumer en Elam.
De heuvel (Badrah) is niet opgegraven. Er is wel bekend dat de stad een tamelijk afwijkende godenwereld gehad moet hebben. Er wordt gewag gemaakt van de stad vanaf de Oud-Akkadische tot de Seleucidische periode.
De koning van Der plunderde Eshnuna in de tijd van Bilalama.